# Archibald Hamilton
Archibald Hamilton de Riccarton et Pardovan (baptisé le 17 février 1673-5 avril 1754) est un officier écossais de la Royal Navy, et un homme politique whig britannique. À la fin du XVIIe siècle, il est actif dans la Manche et poursuit les corsaires français, notamment le Tyger de Saint-Malo. Il commande le HMS Boyne lors de la Bataille navale de Vigo en octobre 1702, puis le HMS Eagle lors de la Bataille navale de Vélez-Málaga en août 1704, pendant la Guerre de Succession d'Espagne. Il rejoint ensuite le conseil de l'Amirauté, où il est finalement nommé Premier Lord de la marine.

## Carrière navale
Né le fils cadet de William Hamilton (duc de Hamilton) et Anne Hamilton, 3e duchesse de Hamilton, il étudie à l'Université de Glasgow et est ensuite envoyé pour étudier sous auprès de l'astronome royal, John Flamsteed, à Londres avant de prendre une commission dans la Royal Navy à bord du HMS Resolution . Promu capitaine le 11 septembre 1693, il reçoit le commandement du HMS Sheerness en 1694 et du HMS de Litchfield en 1697 . En décembre 1695, il est actif dans la Manche, poursuivant des corsaires français, notamment le Tyger de Saint-Malo, une rencontre commémorée sur un tableau de Willem van de Velde le Jeune .
Il prend ensuite le commandement du HMS Berwick en 1698, du HMS Expedition en 1699 et du HMS Torbay en 1702 . Après cela, il devient capitaine du HMS Boyne en septembre 1702 et le commande à la Bataille navale de Vigo en octobre 1702, pendant la Guerre de Succession d'Espagne . Il prend le commandement du HMS Eagle en 1704 et le commande à la Bataille navale de Vélez-Málaga en août 1704 . Il devint capitaine du HMS Royal Katherine en 1706.

## Carrière politique
Après sa carrière dans la marine, il recherche une place au Parlement comme moyen de gagner les faveurs du gouvernement et obtenir une charge lucrative. Lors des élections générales de 1708, il se présente comme député à Great Marlow, ainsi qu’au siège familial de Lanarkshire. Il est battu à Marlow, mais est élu après une lutte acharnée en tant que député de Lanarkshire. Il s’oppose à la Treason Act de 1709, qui modifie le droit écossais en contravention directe avec les garanties incluses dans l’Union, mais son opposition est de courte durée car il cherche à obtenir le paiement de ses arriérés de pension. Il soutient le ministère lors du vote en faveur de la destitution du Dr Sacheverell et, avec le soutien du duc de Marlborough, est nommé gouverneur de la Jamaïque en mai 1710. Il ne se présente pas aux élections générales de 1710 et prend ses fonctions en Jamaïque en 1711 . Il joue un rôle controversé dans la création de la tristement célèbre bande de pirates bahamaniens, dont Henry Jennings, Francis Fernando et Leigh Ashworth, et est arrêté et ramené en Angleterre en 1716 par la Royal Navy . Il est acquitté par une commission d'enquête et libéré.
Hamilton est réélu député du Lanarkshire à une élection partielle le 23 décembre 1718. Il conserve son siège au 1722 avec l'aide de son neveu, âgé de 19 ans, le 5e duc de Hamilton, un conservateur qui est en réalité politiquement opposé. Il conserve son siège sans opposition lors des élections générales de 1727 . Il ne se présente pas aux élections générales de 1734, mais est réélu député de Queenborough lors d'une élection partielle le 22 février 1735. Il ne se présente pas aux élections générales de 1741, mais est réélu député de Dartmouth le 27 mars 1742.
Il rejoint le conseil de l'Amirauté sous le ministère Walpole – Townshend en mai 1729  et passe au rang de premier Lord de la marine en juin 1733  mais après avoir échoué à soutenir un projet de loi concernant l'allocation du prince de Galles, il est contraint de démissionner en mars 1738 . En mars 1742, il rejoignit à nouveau le conseil, en tant que Lord principal de la marine  sous le ministère Carteret, et reste membre du conseil jusqu'à la chute du ministère Broad Bottom en février 1746 . Il est ensuite gouverneur de l'hôpital de Greenwich de 1746 jusqu'à sa mort . Il passe la majeure partie de sa vie à Park Place, à Remenham, dans le Berkshire .

## Famille
Il épouse Anne Cary (née Lucas) (fille de Charles Lucas, 2e baron Lucas et mère de Lucius Cary, 6e vicomte Falkland). Elle meurt en 1709 et Hamilton se remarie à Anne, Lady Hamilton (veuve de Sir Francis Hamilton, 3e baronnet). Sa seconde épouse décède en 1719 et plus tard cette année-là, il épouse Lady Jane Hamilton (fille de James Hamilton (6e comte d'Abercorn)). Hamilton et sa troisième femme ont six enfants 

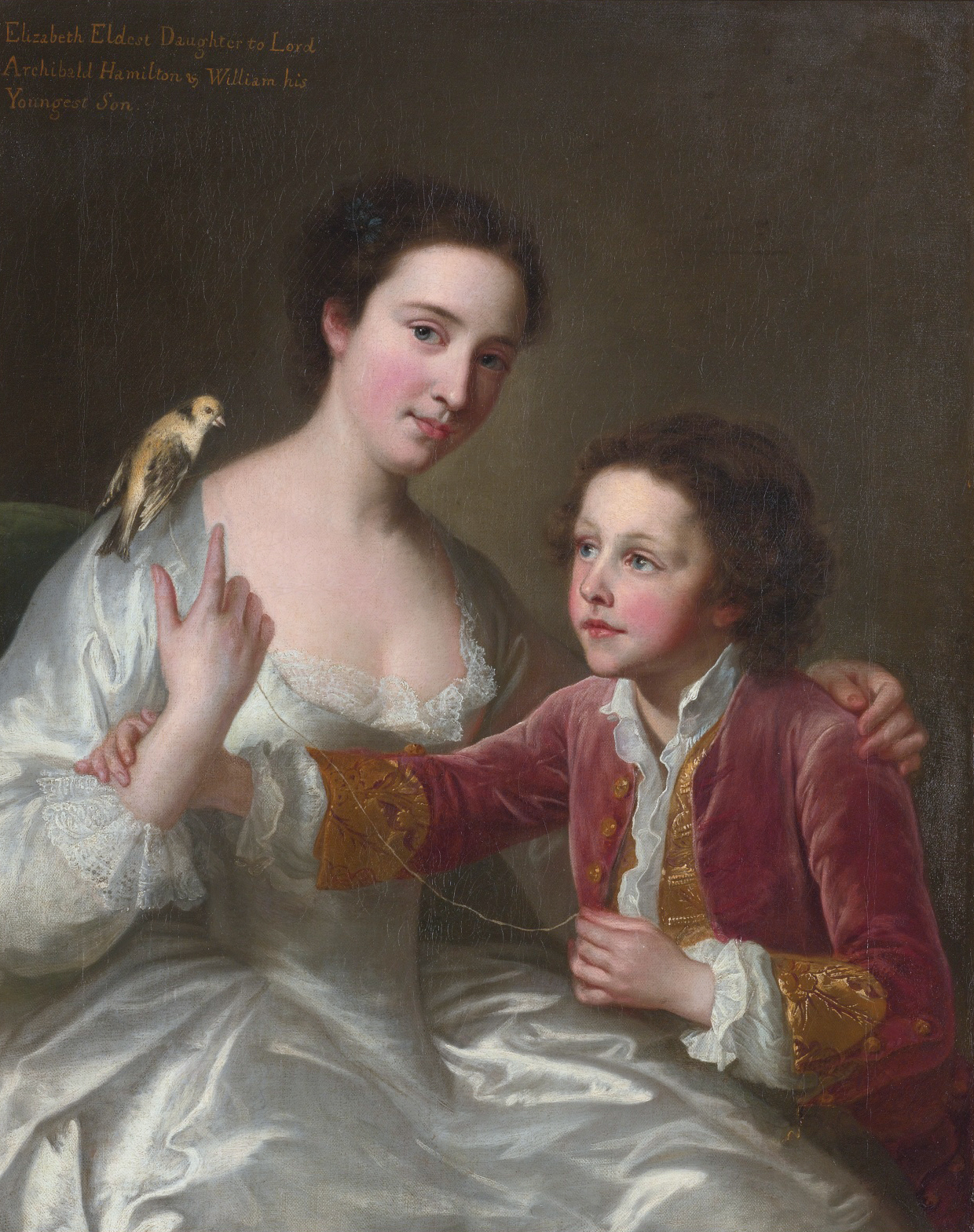
Elizabeth Hamilton, future comtesse de Warwick (1720-1800) et son frère William Hamilton (1730-1803) (William Hoare)

- Charles (? –1751) marié à Mary Duquesne.
- Elizabeth Hamilton (1720-1800), mariée à Francis Greville (1er comte de Warwick) (10 octobre 1719 - 6 juillet 1773)
- Frédéric (1728-1811), ministre du culte. Marié le 11 juin 1757 Rachel Daniel.
- Archibald (noyé accidentellement, 1744)
- William Hamilton (1730–1803), diplomate. Marié le 25 janvier 1758 à Catherine Barlow (décédée en 1783). Remarié le 6 septembre 1795, Emma Hart (décédée en 1815).
- Jane (19 août 1726 - 13 novembre 1771), mariée le 24 juillet 1753 à Charles Cathcart (9e Lord Cathcart).

## Sources
- Rosalind K. Marshall, The Days of Duchess Anne : Life in the Household of the Duchess of Hamilton 1656-1716, Harper Collins, 1973 (ISBN 978-0-00-211338-0)
- N.A.M. Rodger, The Admiralty. Offices of State, Lavenham: T. Dalton Ltd, 1979, 179 p. (ISBN 978-0-900963-94-0)
- Colin Woodard, The Republic of Pirates : Being the True and Surprising Story of the Caribbean Pirates and the Man who Brought Them Down, Harcourt, Inc, 2007, 383 p. (ISBN 978-0-15-603462-3, lire en ligne)